# Newfoundland and Labrador Route 432
Newfoundland and Labrador Route 432 (NL-432) is een 110 km lange provinciale weg in de Canadese provincie Newfoundland en Labrador. De weg bevindt zich op het Great Northern Peninsula, in het uiterste noorden van het eiland Newfoundland. 
Route 432 sluit zowel op zijn begin- als eindpunt aan op Route 430 – de verkeersader van het schiereiland – en dient vooral ter ontsluiting van de afgelegen dorpsgemeenschappen aan de oostkust van het schiereiland. Die ontsluiting gebeurt vooral via verschillende (vaak kleine) zijbaantjes, aangezien langs Route 432 zelf slechts twee plaatsen liggen, namelijk Main Brook en het bij die gemeente horende gehucht Burnt Village.

## Traject
Route 432 begint als aftakking van de grote Route 430 aan de westkust van het Great Northern Peninsula, die bij verre de meest bewoonde kust van het schiereiland is. De aansluiting met Route 430 gebeurt zo'n 2 km ten zuidoosten van het gehucht Plum Point, van waaruit een 5 km lange baan richting de gemeente Bird Cove vertrekt.
Van daaruit gaat de route tientallen kilometers oostwaarts door het onbewoonde binnenland van het Great Northern Peninsula. Daarbij passeert de baan onder andere het grote Ten Mile Lake. Na 53,5 km bevindt zich aan zuidzijde de aftakking naar Route 433, die zo'n 19 km verder zuidwaarts het dorp Roddickton bereikt. Na die splitsing verandert Route 432 van richting en gaat ze over een afstand van 23 km noordoostwaarts, tot aan de splitsing met Route 438.
Drie kilometer voorbij die splitsing bereikt ze de zee, met name een inham van de Hare Bay die bekendstaat als de Prince Edward Bay. Op die plaats ligt de kleine nederzetting Burnt Village. Daarna loopt de weg een kleine 3 km noordwestwaarts langsheen de kust, waarop ze het dorpje Main Brook aandoet. De twee vlak bij elkaar gelegen plaatsen zijn de enige die rechtstreeks door Route 432 wordt aangedaan.
Na Main Brook te verlaten, verlaat Route 432 eveneens het kustgebied en gaat ze nog 9,5 km noordwestwaarts doorheen het binnenland. Daarna gaat ze nog gedurende 18 km vrijwel onafgebroken noordwaarts, totdat ze opnieuw aansluiting vindt met Route 430. De noordelijke samenkomst van Route 430 en 432 bevindt zich te midden van onbewoond gebied, al ligt deze samenkomst wel aan de toegangsweg van St. Anthony Airport. Deze luchthaven ligt ruim 50 km ten westen van St. Anthony.